# Taubenturm (Dolphingstone)

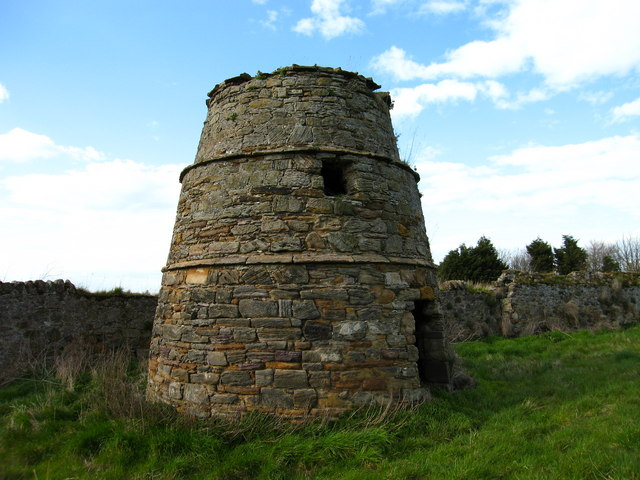
Taubenturm von Dolphingstone

Der Taubenturm von Dolphingstone ist ein Taubenturm nahe dem schottischen Weiler Dolphingstone in der Council Area East Lothian. 1971 wurde das Bauwerk in die schottischen Denkmallisten in der höchsten Kategorie A aufgenommen.

## Beschreibung
Der Taubenturm gehörte zu dem zwischenzeitlich abgebrochenen Cowthrople House. Die frühesten Taubentürme in Schottland entstanden im 16. Jahrhundert und waren meist im Stile von Bienenkorbhütten gestaltet. Diese Form übernimmt der im 17. Jahrhundert erbaute Taubenturm von Dolphingstone. In seiner Gestaltung ähnelt er dem Taubenturm von Northfield House. Das Mauerwerk des dreistöckigen Turms besteht aus Bruchstein vom Sandstein. Dem verwendeten Mörtel wurden wahrscheinlich Muschelschalen beigemengt. Schlichte Gurtgesimse gliedern die Fassade horizontal. Fragmente der abschließenden Kuppel sind noch zu erkennen. Als Einflugmöglichkeit dient im Wesentlichen eine obenliegende runde Öffnung. Eine rechteckige Eingangstüre befindet sich an der Südostseite. Des Weiteren existieren wenige, ungleichmäßig angeordnete, quadratische Fensteröffnungen.
2008 wurde das Bauwerk in das schottische Register für gefährdete denkmalgeschützte Bauwerke aufgenommen. Sein Zustand wurde 2015 jedoch als verhältnismäßig gut bei geringer Gefährdung eingestuft.